# Hassiba Boulmerka
Hassiba Boulmerka (født 10. juli 1968 i Constantine (arabisk)حسيبة بولمرقة) er en tidligere algerisk Mellemdistanceløber. Hun blev Algeriets første OL-vinder. 
Hun deltog under OL 1988 i Seoul som 20-årig, men blev slået ud i kvalificeringen til Mellemdistancerne  800 og 1500 meter.
Boulmerka havde stadig fremgang, og i 1991 fik hun sitt internationale gennembrud. Under VM 1991 i Tokyo vandt hun 1500 meter, og blev dermed Afrikas første kvindelige verdensmester i atletik.
Boulmerkas succes fik ikke kun positive reaktioner. I hjemlandet blev hun truet af islamske fundamentalismer, fordi hun efter deres mening var for let påklædt i konkurrencerne. Boulmerka følte sig dermed tvunget til at flytte til Europa for at træne. Til trods for problemerne vandt hun guld i 1500 meter under OL 1992 i Barcelona, og blev dermed Algeriets første OL-vinder. 
De to sæsoner blev ikke ligeså succesfulde, men hun vandt en bronzemedalje under VM 1993 i Stuttgart. 
Før VM 1995 i Göteborg havde hun ikke vundet et eneste løb i løbet af sæsonen, men de hindrede hende ikke at vinde en guldmedalje i 1500 meter løb. Det blev sæsonens eneste sejr og karrierens sidste store triumf. Hun gik på pension i 1997.